# Скрипник, Анна Аркадьевна
А́нна Арка́дьевна Скри́пник (укр. Ганна Аркадіївна Скрипник; 9 сентября 1949, с. Плисков — 16 сентября 2024) — советский и украинский этнолог. Академик НАН Украины (2006). Президент Международной ассоциации украинистов (МАУ) — 2008—2013 гг. Руководитель научно-координационного совета по проблемам развития народной культуры, заместитель академика-секретаря Отделения языка, литературы и искусствоведения НАН Украины, председатель украинского комитета Международной ассоциации исследования славянских культур, член Комитета по Государственной премии Украины. Лауреат Государственной премии Украины в области науки и техники.

## Биография
Родилась 9 сентября 1949 года в с. Плисков Винницкой области в крестьянской семье. В 1968 году закончила Немировское педагогическое училище. С 1968 до 1969 года работала в Казахской ССР учителем в Дружбинской школе Кокчетавской области. В 1969 году поступила в Кустанайского пединститута. В течение 1974—1977 годов А. А. Скрипник работала учителем истории в Киеве.
Окончила Киевский государственный педагогический институт имени Н. Горького (1974) и аспирантуру Института искусствоведения, фольклора и этнографии им. М. Т. Рыльского НАН Украины (1980).
С 2000 г. — директор Института искусствоведения, фольклора и этнографии им. М. Т. Рыльского НАН Украины.
А. Скрипник возглавляла Специализированный ученый совет ИИФЭ им. М. Т. Рыльского НАН Украины по защите докторских и кандидатских диссертаций по специальностям этнология, фольклористика и искусствоведение.
Умерла 16 сентября 2024 года в возрасте 75 лет.

## Творческое наследие
В активе Анны Скрипник свыше 300 научных трудов, в том числе монографий, статей и исследований по проблемам украинской этнографии и этнографического музейного дела, духовной культуры украинцев, этнопсихологии и этнонациональных отношений.
Основные монографии:
- «Етнографічні музеї України»,
- «Українське етнографічне музейництво 20-90рр. XX ст.»,
- «З історії української етнографії»,
- «Етнокультура та етноідентифікаційні процеси в контексті суспільних трансформацій».

## Редакционная работа
Кроме того, Скрипник Анна Аркадьевна — главный редактор и автор разделов в фундаментальных коллективных монографиях, главный редактор 5-ти специализированных периодических изданий Института: журналов «Народное творчество и этнография», «Студии искусствоведческие», «Славянский мир», «Материалы к украинской этнологии», «Украинское искусствоведение».
А. Скрипник — инициатор проектов и редактор ряда многотомных научных трудов, в частности:
- «Історія української культури» (Т. 4, кн. 1, 2),
- «Етнічна історія України» (в 3-х томах),
- «Українці. Історико-етнографічне дослідження»,
- «Історія українського мистецтва» (в 5-ти томах),
- «Історія декоративного мистецтва» (в 5-ти томах),
- «Українська музична енциклопедія» (в 6-ти томах),
- «Історія українського театру» (в 3-х томах),
- «Історія української музики» (в 6-ти томах).

## Государственные награды
- Орден княгини Ольги III ст. (27 ноября 2008) — за выдающиеся личные заслуги в развитии отечественной науки, укрепление научно-технического потенциала Украинского государства и по случаю 90-летия Национальной академии наук Украины[3]
- Государственная премия Украины в области науки и техники 2014 года — за работу «История украинской культуры» в пяти томах (девяти книгах) (в составе коллектива)[4]